# Lalla vinner!
Lalla vinner! är en norsk svartvit äventyrsfilm från 1932 i regi av Erling Bergendahl och George Schnéevoigt. I huvudrollen som Lalla ses Lalla Carlsen.

## Handling
Godsägare Rosen reser till en badort tillsammans med sin dotter Ragnhild och advokat Sadolin. Sadolin förälskar sig i Ragnhild, men hon förälskar sig i Axel Berg. Han arbetar som kypare, men är i själva verket en journalist som förser tidningen han arbetar på med intressanta artiklar från badortshotellet. En dag kommer Lalla till hotellet. Hon har vunnit en större summa pengar på lotteri och utger sig för att vara konsultinnan Karlsen. Godsägaren blir snart förälskad i Lalla och Ragnhild ger efter för Sadolins uppvaktning. Problem tillstöter när Sadolin nekar godsägaren ett större lån som han lovat honom. Samtidigt försvinner Lalla utan att ta avsked. Lalla återvänder till huvudstaden där hon börjar arbeta som sångare på stadens tivoli. Där träffar hon senare godsägaren och deras bekantskap förnyas. Godsägaren har gett sin dotter en travhäst som snart ska delta i ett större travlopp. Efersom godsägaren är på ekonomiskt obestånd har han satsat en större summa pengar på att hästen ska vinna för att på så sätt kunna betala sina skulder. Sadolin betalar kusken för att bli sjuk strax innan loppet. I stället stiger Lalla upp i sulkyn och vinner loppet. Godsägarens har räddats från ekonomisk ruin, Lalla blir godsägarhustru och Ragnhild får journalist Berg.

## Rollista
- Lalla Carlsen – Lalla Hansen
- Odd Frogg – Axel Berg, journalist
- Mimi Kihle – Ragnhild, godsägarens dotter
- David Knudsen – Rosen, godsägare
- Harald Schwenzen – Sigurd Sadolin, advokat
- Marie Hedemark – Batzeba, tivoliägare
- Jens Holstad – Jonassen, tivolianställd
- Ulf Selmer – Martin, en stallkarl

## Om filmen
Lalla vinner! regisserades av Erling Bergendahl och George Schnéevoigt efter ett manus av Bergendahl (norsk bearbetning), Flemming Lynge och Paul Sarauw. Filmen bygger på den danska filmen Odds 777 som regisserades av Schnéevoigt och spelades in parallellt med Lalla vinner!. Den norska filmen producerades av bolaget Kamerafilm med Bergendahl och Finn Myklegård som produktionsledare. Den fotades av Valdemar Christensen och hade premiär den 7 november 1932 i Norge. Odds 777 hade premiär tre dagar tidigare. Musiken komponerades av Kai Normann Andersen och Dan Folke.